# عبد الرحمن بن ربيعة الباهلي
عبد الرحمن بن ربيعة الباهلي . نسبة إلى أمهم باهلة بنت صَعْب بن سعد العَشِيرة ونسبة إلى قبيلة باهلة بن يعصر بن سعد بن قيس بن عيلان. صحابي ولاه الخليفة عمر بن الخطاب قضاء الجيش المتوجه إلى القادسية بقيادة سعد بن أبي وقاص. وعهد إليه بتقسيم الغنائم، وكان من المقاتلين البارزين في المعركة. ثم ولاه الخليفة الباب وقتال الترك حتى قُتل. وقُيل قُتل في بلنجر بعد ثمان سنوات من خلافة عثمان (أي سنة حوالي 32 هـ 652-653م).
هو أخو سلمان بن ربيعة الباهلي. وهو أسن من أخيه